# Tiefbunker Steintorwall

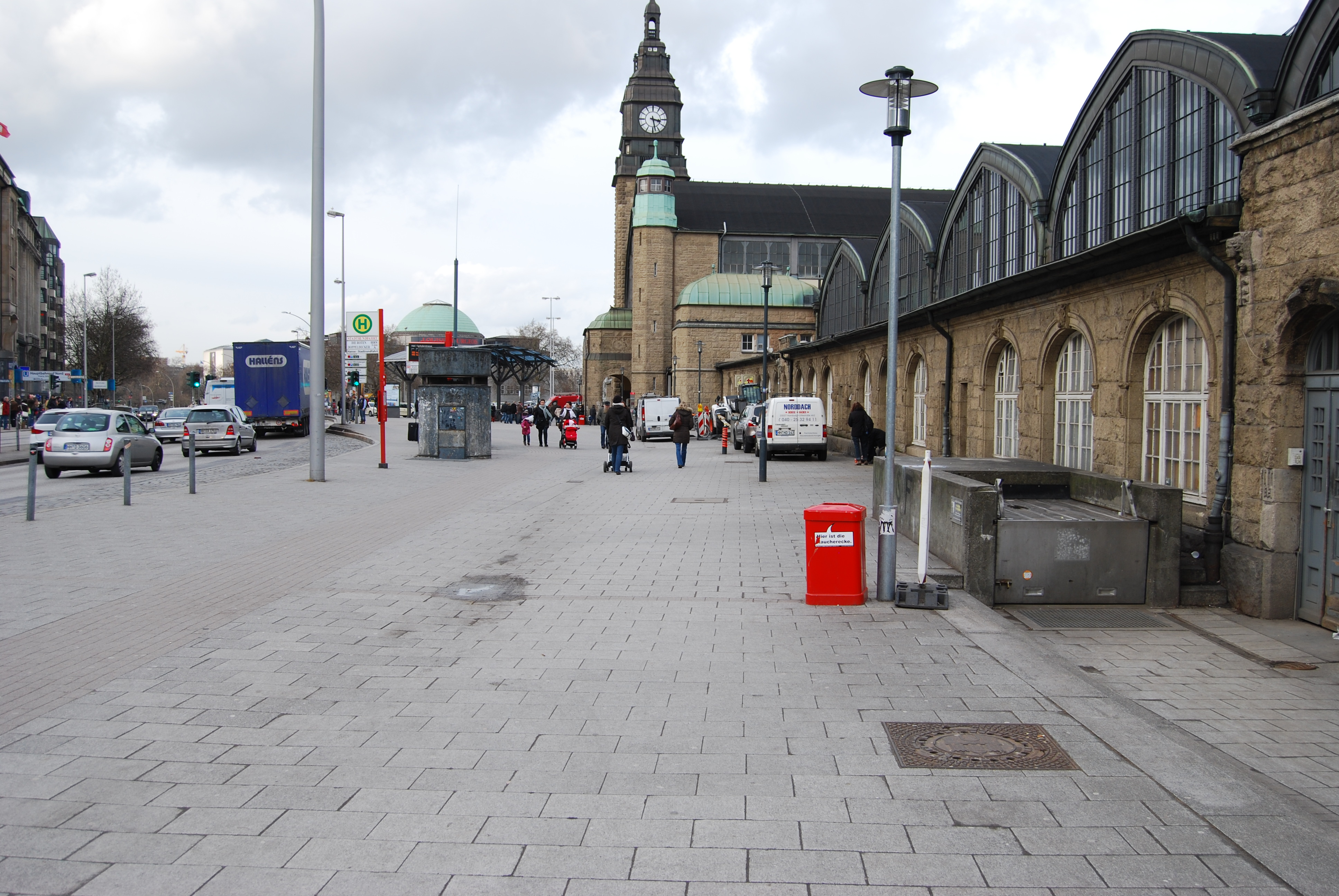
Ehemaliger Eingang zum Tiefbunker neben dem Hauptbahnhof (2012), im Hintergrund links der Abgasschacht aus Beton, beide 2017 abgerissen bzw. überbaut.

Der Tiefbunker Steintorwall befindet sich neben dem Hamburger Hauptbahnhof unter der Straße Steintorwall und wurde von 1941 bis 1944 während des Zweiten Weltkriegs nach dem Erlass des „Führer-Sofortprogramms“ erbaut. Der Bunker ist eine dreistöckige, unterirdische Zivilschutzanlage, die aufgrund der Nähe zum Hauptbahnhof hauptsächlich durchreisenden Bahngästen Schutz vor möglichen Luftangriffen bieten sollte. Bauträger für die Bunkeranlage war die Deutsche Reichsbahn.
Der Tiefbunker besteht aus zwei unabhängigen, aber miteinander verbundenen Teilanlagen. Er verfügt über eine Gesamtfläche von 2700 m²; die Betonwände sind 3,75 m dick. Nach Fertigstellung des Baus konnte der Bunker 2460 Menschen aufnehmen.
Nach dem Ende des Zweiten Weltkriegs erfolgte 1945 auf Veranlassung der Alliierten Kontrollbehörden eine Entfestigung der Bunkeranlagen. Der Tiefbunker konnte allerdings weder abgebaut noch gesprengt werden, da die Gefahr zu groß war, dass der Hauptbahnhof hätte beschädigt werden können. Außerdem wurden viele Bunker nach dem Krieg als Wohn- und Lagerraum genutzt; der Tiefbunker Steintorwall diente zeitweilig als Hotel.
Im Kalten Krieg wurde im November 1962 das Schutzbaugesetz erlassen, das die Wiederherstellung und den Ausbau bestehender Luftschutzanlagen forderte, um die Bevölkerung vor möglichen Atomangriffen zu schützen. 1965 begannen daher die Baumaßnahmen, um den Bunker als Schutzraum für die Bevölkerung nutzen zu können. Es wurden moderne Drucktüren, Lüftungs-, Filter-, Notstrom- und andere Versorgungsanlagen eingebaut, die auch einen Aufenthalt für mehrere Tage im Bunker ermöglicht hätten.
Die Lüftungsanlagen sollten kontaminierte Außenluft ansaugen und durch verschiedene Filtersysteme aufbereiten, um den Menschen im Bunker als Atemluft zur Verfügung zu stehen. Durch Sandfilter wurden größere Partikel wie Ruß herausgefiltert. Durch Aktivkohlefilter, sogenannte „ABC-Filter“, erfolgte die Feinfilterung von kontaminierten Kleinpartikeln. Die Lüftungsanlage wurde von Stromgeneratoren betrieben, die gleichzeitig den Bunker mit Elektrizität versorgen sollten. Die technischen Anlagen befinden sich im dritten Untergeschoss des Bunkers und sind betriebsbereit. Die Betriebsanleitungen befinden sich bei den jeweiligen Maschinen, um auch eine Bedienung durch ungeschultes Personal zu gewährleisten. Die Wasserversorgung wurde durch die Bohrung eines eigenen Tiefbrunnens gewährleistet, der sich in einer Tiefe von 160 m unter dem Bunker befand. Er stellt sowohl die Trinkwasserversorgung als auch die Versorgung der Dieselmotoren mit Kühlwasser sicher, die die Stromgeneratoren betreiben.
Am Ende des Jahres 1969 wurde der Umbau abgeschlossen und bot aufgrund der erweiterten Aufenthaltsdauer nun 2702 Menschen Schutz. Eine Überbelegung war nach dem Umbau nicht mehr möglich, da die eingebauten Lüftungsanlagen auf die Zahl der Schutzplätze ausgelegt waren. Daher wurden sogenannte „Dosieranlagen“ an den Eingängen zum Bunker angebracht, die bei Erreichen der maximalen Personenzahl von den innen liegenden Leitständen geschlossen werden konnten, um eine Überbelegung zu verhindern.
Während der Schneekatastrophe 1978/1979 wurde der Bunker temporär als Notunterkunft für Reisende genutzt.
Die Bunkeranlage wird heute vom Verein „Hamburger Unterwelten“ unterhalten und gewartet. Der Zugang ist nur noch über Nebeneingänge möglich, da die Haupteingänge bei Umbaumaßnahmen der Deutschen Bahn am Hauptbahnhof überbaut wurden. Oberhalb des Bunkers befand sich eine massive Betonsäule, über die die Abgase des Dieselmotors an die Oberfläche abgegeben wurden. Außerdem befand sich auf der Spitze eine UKW-Antenne zur Kommunikation mit der Außenwelt. Die Säule wurde 2017 abgerissen.